# Eurycope
Eurycope är ett släkte av kräftdjur som beskrevs av Georg Ossian Sars 1864. Eurycope ingår i familjen Munnopsidae.

## Dottertaxa tillEurycope, i alfabetisk ordning[1][2]
- Eurycope affinis
- Eurycope alia
- Eurycope baea
- Eurycope brevirostris
- Eurycope californiensis
- Eurycope canariensis
- Eurycope caribbea
- Eurycope centobi
- Eurycope complanata
- Eurycope cornuta
- Eurycope crassa
- Eurycope crassiramis
- Eurycope cryoabyssalis
- Eurycope curticephala
- Eurycope curtirostris
- Eurycope dahli
- Eurycope denticollis
- Eurycope diadela
- Eurycope eltaniae
- Eurycope errabunda
- Eurycope friesae
- Eurycope galatheae
- Eurycope gaussi
- Eurycope gibberifrons
- Eurycope glabra
- Eurycope grasslei
- Eurycope hanseni
- Eurycope hessleri
- Eurycope inermis
- Eurycope iphthima
- Eurycope juvenalis
- Eurycope kurchatovi
- Eurycope laticuneata
- Eurycope lavis
- Eurycope linearis
- Eurycope longiflagrata
- Eurycope magna
- Eurycope manifesta
- Eurycope monodon
- Eurycope nobili
- Eurycope ochotensis
- Eurycope ovata
- Eurycope pavlenkoi
- Eurycope producta
- Eurycope propilosa
- Eurycope quadrata
- Eurycope quadratifrons
- Eurycope ratmanovi
- Eurycope sandersi
- Eurycope sarsi
- Eurycope scabra
- Eurycope septentrionalis
- Eurycope spinifrons
- Eurycope tumidicarpus
- Eurycope vasinae
- Eurycope vicarius
- Eurycope wolffi